# HD 4308
HD 4308 é uma estrela na constelação de Tucana. Tem uma magnitude aparente visual de 6,55, estando no limite de visiblidade a olho nu em condições ideais de visualização. É uma estrela relativamente próxima; com base em dados de paralaxe, do segundo lançamento do catálogo Gaia, está localizada a uma distância de 72 anos-luz (22 parsecs) da Terra.

## Propriedades
HD 4308 é uma estrela de classe G da sequência principal semelhante ao Sol com um tipo espectral de G6V. Tem uma massa estimada em 96% da massa solar, raio de 105% do raio solar e está brilhando com 102% da luminosidade solar. Sua fotosfera possui uma temperatura efetiva de 5 674 K, dando à estrela a coloração amarela típica de estrelas de classe G. HD 4308 apresenta um baixo índice de atividade cromosférica e uma baixa velocidade de rotação projetada (v sin i) de 1,2 km/s.
A principal característica de HD 4308 que a distingue do Sol é sua metalicidade, que é muito mais baixa; a estrela possui apenas metade da concentração de ferro solar. A baixa metalicidade junto com uma alta velocidade espacial, representada por (U, V, W) = (−52, −110, −29) km/s, indicam que HD 4308 provavelmente pertence ao disco espesso da Via Láctea, formado por estrelas mais velhas e pobres em metais com grande dispersão de velocidade. De fato, estima-se que HD 4308 tenha uma idade elevada de aproximadamente 10 bilhões de anos.

## Sistema planetário
Em 2006, foi publicada a descoberta de um planeta extrassolar orbitando HD 4308, detectado por espectroscopia Doppler a partir de observações pelo espectrógrafo HARPS. Foram feitas 41 medições de alta precisão da velocidade radial da estrela entre setembro de 2003 e julho de 2005, com uma baixa incerteza média de cerca de 1 m/s, revelando uma periodicidade de 15,6 dias com uma semiamplitude de 4 m/s. Posteriormente, observações adicionais pelo Telescópio Anglo-Australiano permitiram refinar a solução orbital do planeta.
O planeta, HD 4308 b, tem uma baixa massa mínima de 13 vezes a massa da Terra, comparável à massa de Urano. Na época de sua descoberta, era uma dos planetas menos massivos conhecidos. Sua órbita em torno de HD 4308 tem um semieixo maior de 0,12 UA e uma excentricidade moderada de 0,27.
Uma pesquisa com o Observatório Espacial Herschel não detectou emissão infravermelha de HD 4308, que indicaria a presença de um disco de poeira ao redor da estrela. Essas observações impõem um limite máximo de 5,8×10−6 na fração da luminosidade total da estrela na faixa infravermelha.
| Planeta | Massa          | Semieixo maior (UA) | Período orbital (dias) | Excentricidade |
| ------- | -------------- | ------------------- | ---------------------- | -------------- |
| b       | >13,0 ± 1,4 M⊕ | 0,118 ± 0,009       | 15,609 ± 0,007         | 0,27 ± 0,12    |